# Runcinoidea
Runcinoidea H. Adams & A. Adams, 1854 è una superfamiglia di molluschi gasteropodi eterobranchi dell'infraclasse Euthyneura. È l'unica superfamiglia dell'ordine Runcinida.

## Tassonomia
La classificazione di Bouchet & Rocroi del 2005 assegnava la superfamiglia Runcinoidea al clade Cephalaspidea, all'interno del gruppo informale Opisthobranchia.
Nella successiva revisione del 2017 degli stessi Autori il raggruppamento è stato collocato in un ordine a sé stante (Runcinida) all'interno della subterclasse Tectipleura.
La superfamiglia comprende due famiglie:
- Ilbiidae Burn, 1963
- Runcinidae H. Adams & A. Adams, 1854